# Špilja
Špilje, pećine, kaverne i jame su podzemne šupljine u Zemljinoj kori. U Hrvatskoj prevladavaju špilje i jame oblikovane u krškom reljefu u naslagama vapnenca i dolomita. U svijetu postoje još špilje u gipsu, magmatskim stijenama, ledu i dr., ali u puno manjem broju.
Nekompletni broj špilja u svijetu iznosi 2424, od toga 1075 je dubljih od 300 metara a 1628 dužih od 3 km. Prema državama popisano ih je. Albanija 4; Alžir 6; Argentina 1; Australija, 30; Austrija, 119; Bahami, 1; Belgija 7; Belize, 9; Bermuda, 1; Bolivija 1; Bosna i Hercegovina, 1; Brazil 24; Bugarska 23; Kanada, 21; Kina, 10; Kolumbija 2; Kostarika 1; Hrvatska 30; Kuba, 17; Češka 4; Ekvador 1; Etiopija 2; Francuska 448; Francuska/Španjolska 2; Armenija 1; Gruzija 36; Rusija 35; Turkmenistan 3; Ukrajina 14; Ukrajina/Moldova 1; Uzbekistan 7; Njemačka 27; Grčka 11; Gvatemala 6; Honduras 1; Mađarska 9; Mađarska/Slovačka 1; Island 1; Indija 5; Indonezija 7; Iran 1; Irska 8; Italija 236; Jamajka 7; Japan 19; Kenija 1; Laos 4; Libanon 6; Libija 3; Luksemburg 1; Madagaskar 14; Malezija 10; Meksiko 232; Crna Gora 3; Maroko 7; Namibija 1; Nepal 1; Nova Kaledonija 3; Papua Nova Gvineja 17; Novi Zeland 38; Norveška 10; Oman 1; Pakistan 1; Peru 3; Filipini 9; Poljska 11; Portugal 2; Portoriko 3; Dominikanska Republika 3; Rumunjska 43; Južna Koreja 4; Slovačka 10; Slovenija 39; Južnoafrička Republika 8; Španjolska 138; Švedska 2; Švicarska 55; Sirija 1; Tanzanija 2; Tajland 7; Tunis 1; Turska 24; UK 41; SAD 439; Venezuela 14; Vijetnam 7; DR Kongo 2; Zimbabve 1.

## Općenito
Općenito prirodne podzemne šupljine nazivamo speleološkim objektima, a dijelimo ih na špilje i jame. Špilje su speleološki objekti čiji je prosječni nagib kanala manji od 45° u odnosu na horizontalu, a jame oni kod kojih je taj nagib veći od 45°. Osnovni dijelovi špilja su ulaz, kanal i dvorana. Špiljski kanal je izdužena špiljska šupljina, a dvorana je prostranija šupljina najčešće nastala širenjem špiljskih kanala. Špilje koje nemaju spoj s površinom nazivaju se kaverne. Prosječna starost špilja u svijetu je od nekoliko do desetak milijuna godina. 
Špilje i jame kategoriziramo po duljinama i dubinama. Najdulja špilja na svijetu je Mammoth Cave sustav dugačak preko 500 km. Najdulja hrvatska špilja je špiljski sustav Đulin ponor-Medvedica dugačak 16,4 km. Najdublja jama na svijetu je Krubera-Voronja (masiv Arabika, Abhazija, Gruzija), u kojoj se tijekom istraživanja 2007. došlo do dubine -2190 m. Najdublja jama u Hrvatskoj je Jamski sustav Lukina jama-Trojama u Nacionalnom parku Sjeverni Velebit, dubine 1392 m. Još dvije jame u Hrvatskoj su dublje od 1000 m, Slovačka jama (-1320 m) i Jamski sustav Velebita (-1026 m).
Špilje karakteriziraju različite vrste taloga od kojih su najzanimljivije sige. One su značajne ne samo zbog estetskih vrijednosti, nego i zbog toga što sadrže precizne klimatske zapise iz naše daleke prošlosti. Postoje desetci vrsta siga čiji oblik ovisi o mineralnom sastavu i uvjetima nastanka. 
Istraživanjem špilja se bavi speleologija koja je kao znanost nastala u drugoj polovici 19. stoljeća. Ljudi koji se bave proučavanjem špilja nazivaju se speleolozi. Zahvaljujući speleolozima mnoge su špilje danas otvorene za posjetitelje. Putovanje u središte Zemlje je nemoguće. No, zato si možemo priuštiti ulazak ispod Zemljine kore, opskrbljeni kacigom sa svjetiljkom i posebnom opremom za spuštanje i penjanje i kretanje u podzemlju. 
Mnoge je špilje ukrasila sama priroda: odozgo vise stalaktiti, s dna niču stalagmiti, a među stijenama se ugnježđuju blijeda vodozemna stvorenja. Mjesečev krajolik, je samosvojan ekosustavu u koji ne prodire sunčeva svjetlost. Kada voda uđe u unutrašnjost kore i napravi si put, među mekanim stijenama može stvoriti proširenja, klance i podzemne rovove. To su labirinti kojima često teku rijeke i potoci.

## Poznate špilje
- Lukina jama, duboka 1392 metra, najdublja je jama u Hrvatskoj, a spada među dvadeset najdubljih u svijetu. Nalazi se u Nacionalnom parku Sjeverni Velebit. Istraživali su je hrvatski i slovački speleolozi između 1992. i 1995. godine. Nazvana je po Ozrenu Lukiću - Luki, speleologu koji je poginuo u Domovinskom ratu na Velebitu.

Hrvatska je u svijetu poznata po dubokim jamama. 
Cerovačke pećine su najveće špilje u Hrvatskoj. 
Aktualna statistika o značajnim jamama i špiljama u Hrvatskoj dana je na Hrvatskom speleološkom poslužitelju. Do 2009. su istražene 53 jame dublje od 250 m. Više od pola tih jama (52.8%) nalazi se na planini Velebit (sjeverni, srednji i južni Velebit), dok je drugo značajno područje Biokovo s 18,9 % jama. Do sada su hrvatski speleolozi istražili ukupno 22,5 km u dubinu u jamama dubljim od 250 m (dubina se definira kao razlika između nadmorske visine ulaza i visine do koje se došlo). Od toga je na Velebitu istraženo 13,3 km u dubinu, na Biokovu 4,4 km, u Gorskom kotaru 1,5 km, u Istri 1,2 km, u Lici 633 m, na Braču 589 m, u Imotskoj krajini 528 m te u Hrvatskom primorju 320 m.
U 52 špilje koje su dulje od 1000 m, hrvatski su speleolozi istražili ukupno 140,6 km horizontalne duljine špiljskih kanala. Od toga je na Kordunu istraženo 37,6 km, u Lici 33,3 km, na Velebitu 27,7 km, u Dalmaciji 10,4 km, u Cetinskoj krajini 8,5 km, u Istri 8,1 km, na Medvednici 7,1 km, u Gorskom kotaru 5 km, te na Žumberku 2,9 km.
Najveći broj špilja duljih od 1000 m nalazi se u Lici, njih 11, na Kordunu 10, na Velebitu 9, u Istri 6, u Dalmaciji 5, u Cetinskoj krajini i u Gorskom kotaru po 4, na Žumberku 2, te na Medvednici 1.
Južno od Brinja (Lika) postoji Siničić špilja u kojoj je otkriveno slikovno pismo 1997. godine i čuva jedno blago, endemsku vrstu iz skupine rakušaca, tzv. Redenšekov rakušac (1959), koji je u kategoriji kritično ugrožene svojte. 
U Hrvatskoj je 11 jama ili špilja istovremeno dublje od 250 m i dulje od 1000 m (horizontalne duljine).

## Vanjske poveznice
- Hrvatski speleološki poslužitelj
- http://www.speleologija.hr/karta.html  Arhivirana inačica izvorne stranice od 21. svibnja 2011. (Wayback Machine)
- http://www.speleolog.hr
- http://www.speleo.hr